# Копаніно (Куявсько-Поморське воєводство)
Копаніно (пол. Kopanino) — село в Польщі, у гміні Любич Торунського повіту Куявсько-Поморського воєводства.
Населення — 296 осіб (2011).
У 1975-1998 роках село належало до Торунського воєводства.

## Демографія
Демографічна структура станом на 31 березня 2011 року:
|          | Загалом | Допрацездатний вік | Працездатний вік | Постпрацездатний вік |
| -------- | ------- | ------------------ | ---------------- | -------------------- |
| Чоловіки | 146     | 38                 | 102              | 6                    |
| Жінки    | 150     | 40                 | 94               | 16                   |
| Разом    | 296     | 78                 | 196              | 22                   |